# Xavier Graset
Xavier Grasset Foraster (Vilaseca, Tarragona, 15 de febrero de 1963) es un periodista que dirige y presenta el programa Més 324 en el canal informativo de televisión 3/24, el cuarto canal operado por Televisión de Cataluña, perteneciente a la Corporación Catalana de Medios Audiovisuales.

## Biografía
Licenciado en Periodismo por la Universidad Autónoma de Barcelona, se formó en la prensa comarcal, trabajó para Ràdio Salou y Ràdio Reus. Ha colaborado en semanarios como El Temps, y en diarios como El Periódico de Cataluña, La Vanguardia, Metro y actualmente en Punt Avui y Diari de Tarragona. También ha trabajado para TV3, en varios programas de entretenimiento de la productora El Terrat; ha presentado el concurso 12 punts y el magazín Artèria 33, y ha colaborado en el programa Sense títol, El club, (S)avis, Com som, Nació Digital y en las tertulias de Els Matins y del 3/24. En Canal Reus TV presentó Situacions extraordinàries, Taules d'economia y Etiqueta negra.
Desde 1987 trabaja en Catalunya Ràdio, donde ha dirigido y realizado los programas El món s'acaba, Tot gira y De 4 a 7. El 31 de diciembre de 1999 emite en directo desde Igualada un programa especial de fin de año para recibir el año 2000. Ha sido durante siete años corresponsal en Madrid y subdirector de El matí de Catalunya Ràdio. Ha dirigido y presentado en Catalunya Ràdio la tertulia diaria de actualidad L'Oracle (de 15 a 16h), y su versión veraniega, denominada Líquids. A partir de la temporada 2015-2016 presenta el programa Més 324, un programa de debate político y cultural, emitido de lunes a viernes después del Telenotícies Vespre.
Coautor, con Andreu Faro, de los libros editados por Cossetània Ediciones Aznarografia (2004), Tanta tinta t'unta (2003) y Tanta tinta tonta (2002), y con los miembros de su programa, El món s'acaba. Com superar el 2000 (Columna, 1999). Su último libro es Bon vent (Cossetània).
Paralelamente, ha desarrollado una trayectoria como actor de teatro, con La Tramoya de Vilaseca, con la que ha representando La cantante calva, Tafalitats, Aigües encantades, La dama del mar, Así es si así os parece, L'esquella de la Torratxa. Ha participado en el montaje del muerto del CAER, y bajo la dirección de Francesc Cerro ha interpretado Sobre los daños del tabaco de Anton Txèkhov, y Novela en nueve cartas de Fiódor Dostoievski, y con Joan Castells en la lectura dramatizada de Safira de Magí Sunyer.
Ha colaborado como rapsoda con la Orquesta Camera Musicae, y con Eszena, con Quilapayun a La cantata de Santa Maria de Iquique en Vilaseca, a la Oratori de Àngel de Tobies de Carlota Baldrís, dirección de David Molina, u Olot a la vetlla literària, dedicada a Joan Vinyoli. En cine, ha participado a Tomándote de Isabel Gardela, y a Funeraria independiente de Josep Hernández y Miquel Mascaró.
En el ámbito de la creencia religiosa se define como cristiano. Una fe que relaciona con los valores de la solidaridad y la bonhomia, y que también comprende como "factor identitario". "Soy catalán, soy de Vila-seca y soy católico, soy creyente, soy cristiano", explica en una entrevista en Cataluña Religión.

## Premios y reconocimientos
- 2009 — Premio RAC al mejor programa de radio por L'Oracle
- 2013 — Premio Proteus por Líquids
- 2015 - Premi Nacional de Comunicació[4]
- 2021 - Premio Difusió Setmana del Llibre en Català[5]